# Oasis Knebworth 1996
«Oasis Knebworth 1996» (англ. Oasis Knebworth 1996) — документальный фильм 2021 года, посвящённый британской-рок группе Oasis. Фильм повествует об одном из успешных концертов группы в Небуорт-хаусе.

## Сюжет
10 и 11 августа 1996 года 250 тысяч фанатов брит-рока собрались в Небуорт-парке на концерты группы Oasis. Билеты разошлись менее чем за день — более 2 % всего населения Великобритании охотилось за ними. И не зря: два шоу, устроенных Oasis в легендарном загородном поместье, стали символами эпохи. Хотите увидеть 1990-е с их лучшей, ослепительной стороны — вам сюда.
Это было время, когда Великобритания медленно восстанавливалась после десятилетнего спада. Прогрессу в экономике сопутствовал расцвет искусства и рост национального самосознания. Стремительный взлёт Oasis — часть уникальной атмосферы, для которой придумали ставшее хитовым словосочетание Cool Britannia — «Крутая Британия». Концерты в Небуорте, где прозвучали классические хиты (Champagne Supernova; Wonderwall; Don’t Look Back In Anger) — пик успеха группы и определяющее событие для целого поколения.
Фильм «Oasis Knebworth 1996 (2021)» — это хроника того великого уикенда и история особых отношений между Oasis и их фанатами, без которых ничего бы не вышло. Мы увидим события глазами поклонников — очевидцев шоу, услышим интервью с участниками группы и организаторами концертов. Фильм Джейка Скотта включает и прежде нигде не показывавшиеся кадры. Музыка, свидетельства, воспоминания: всё вместе складывается в радостное и пронзительное кинематографическое празднование одного из самых важных музыкальных событий за последнюю четверть века.

## Концертный альбом
Вместе с выходом фильма был выпущен лайв-альбом из выступлений в Небуорте в 1996 году. Он вышел 19 ноября 2021 года. До выхода этого альбома, некоторые живые выступления из Небуорта были лишь на переиздании альбомов (What's the Story) Morning Glory?, Be Here Now и на сборнике Stop The Clocks.

## Выход фильма
Мировая премьера фильма состоялась 23 сентября 2021 года. В России фильм представляет арт-объединение CoolConnections.